# Dietmar Kühbauer
Dietmar Kühbauer (Heiligenkreuz, 4 de abril de 1971) é um ex-futebolista austríaco.
Em clubes, se destacou no Rapid Viena, onde jogou de 1992 a 1997. Atuou também por Admira Wacker, Real Sociedad e Wolfsburg.

## Seleção
Ele estreou na Seleção Austríaca em 1992, em partida amistosa  contra a Polônia, e disputou a Copa de 1998.
Após não-classificações seguidas do Wunderteam para as Eurocopas de 2000 e 2004 e para as Copas de 2002 e 2006, Kühbauer vestiu a camisa branca pela última vez em 2005.